# Franz Egenieff

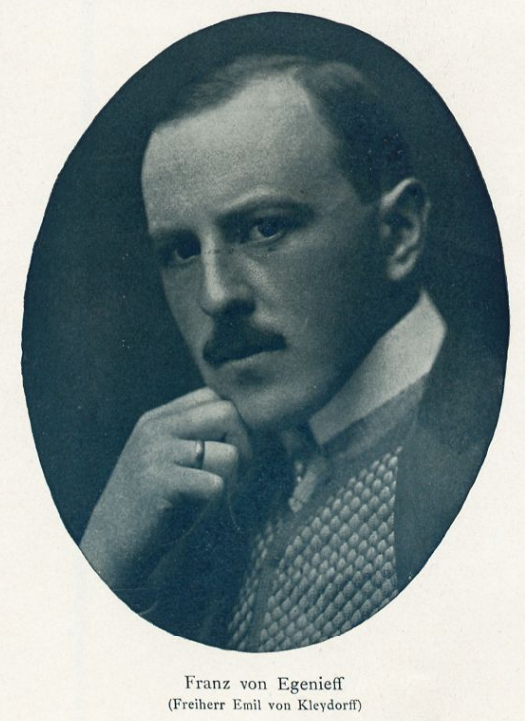
Franz Egenieff (um 1903)

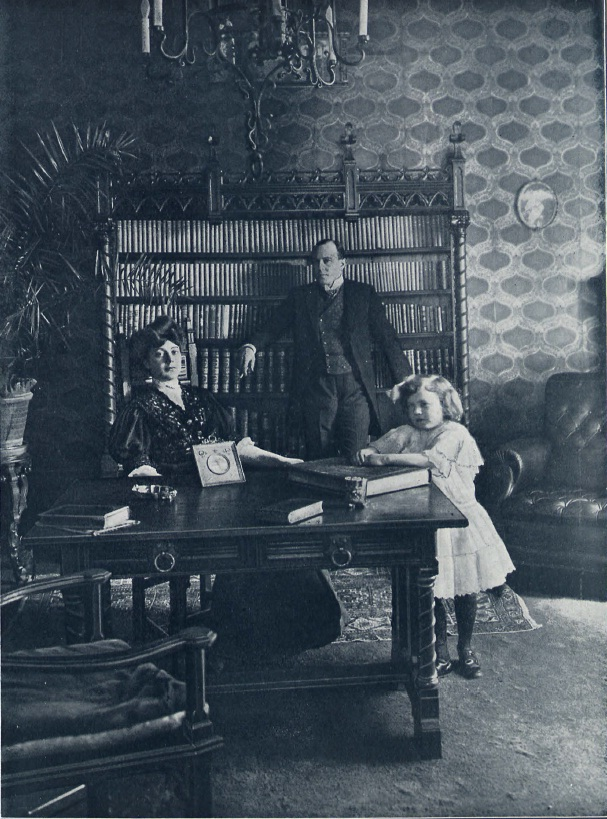
Franz Egenieff mit seiner Familie, 1906. Foto von J. Egers.

Franz Egenieff, eigentlich Marian Eberhard Franz Emil von Kleydorff (* 31. Mai 1874 in Niederwalluf, Rheingau; † 11. Juni 1949 in Gmund am Tegernsee) war ein deutscher Opernsänger (Bariton) und Filmschauspieler.

## Leben
Emil von Kleydorff war der dritte und jüngste Sohn des Prinzen Emil zu Sayn-Wittgenstein-Berleburg (1824–1878) und dessen zweiter Gemahlin, Camilla von Kleydorff (geb. Kamila Stefańska, 1838–1902). Seine Mutter war eine polnische Balletttänzerin einfacher Herkunft und somit nicht standesgemäß. Prinz Emil hatte sie wohl kennengelernt, als sie im Frühjahr 1868 in Sankt Petersburg die Giselle getanzt hatte. Großherzog Ludwig III. von Hessen-Darmstadt erhob sie daher eine Woche vor ihrer Eheschließung als Freifrau von Kleydorff in den Adelsstand, um so dem Prinzen die Ehe mit ihr zu ermöglichen. Die Nachkommen der beiden trugen den neuen Namen der Mutter.
Emil von Kleydorff trat in ein preußisches Husarenregiment ein und avancierte dort zum Leutnant, nahm aber im Jahre 1900 seinen Abschied, um sich seinen künstlerischen Interessen zu widmen. Seine Herkunft aus begütertem Hause ermöglichte es ihm, bei einigen der namhaftesten Gesangspädagogen seiner Zeit zu studieren. So studierte er bei der deutschen Opernsängerin (Sopran) und Gesangspädagogin Lilli Lehmann (1848–1929) und beim italienischen Musiklehrer und Komponisten Alfredo Cairati (1875–1960) in Berlin, später auch beim französischen Bariton und Gesangslehrer Victor Maurel (1848–1923) in Paris.
Seine Bühnenlaufbahn begann 1904–1906 unter dem Pseudonym Franz Egenieff bei der großen Nordamerika-Tournee der Savage Opera Company unter deren Direktor Walter Savage. Von 1907 bis 1910 sang er in Berlin an der Komischen Oper, wo er das gesamte Baritonrepertoire, von Mozart (Don Giovanni, Figaro) über italienische Oper (Gaetano Donizetti, Ruggero Leoncavallo) und deutsche Spieloper (Der Wildschütz) bis zu Heinrich Marschner und Richard Wagner sang und sehr erfolgreich war. Danach sang er jeweils eine Saison an der Hofoper Unter den Linden und an der Berliner Kurfürsten-Oper. Außerdem, und vor allem ab 1911, gab er Gastspiele und Konzerte in Dresden, Köln, Leipzig, München und Weimar, seltener auch im Ausland (so in Sofia und Bukarest). Er war in diesen Jahren einer der erfolgreichsten deutschen Baritone und eine feste Größe vor allem im Opernleben von Berlin. Von 1913 an hatte er wohl kein festes Engagement mehr; dies war aufgrund seiner Vermögensverhältnisse auch nicht zwingend. Auch unterbrach er seine künstlerische Karriere in den Jahren unmittelbar vor und nach dem Ersten Weltkrieg wiederholt, um an ausgedehnten Studienreisen durch Japan, China, Korea und den Balkan teilzunehmen. Er wurde Mitglied der Berliner Freimaurerloge Zur Beständigkeit.
Nach dem Ersten Weltkrieg wurden seine Auftritte auf der Opernbühne immer seltener. Stattdessen spielte er in den 1920er Jahren in mehreren deutschen Filmproduktionen mit, erstmals in den Stummfilmen Das Skelett des Herrn Markutius (1920) und Die Tarantel (1920). Es folgten Die Rache einer Frau (1921) und Der falsche Dimitry (1922). 1923 spielte er in der ersten Verfilmung von Thomas Manns Die Buddenbrooks unter der Regie von Gerhard Lamprecht den Reeder Arnoldsen. Schließlich folgten dann noch Rollen in Colibri (1924) und Vater werden ist nicht schwer (1926). 1927 sang er den Klingsor im Parsifal bei den Bayreuther Festspielen. 1929–1931 war er noch einmal auf Tournee in Nordamerika, diesmal mit der German Opera Company; dabei sang er wiederum den Klingsor, den Gunther in der Götterdämmerung und den Kurwenal in Tristan und Isolde.
Nach dieser Tournee zog er sich auf seine Villa in Gmund am Tegernsee zurück, wo er am 11. Juni 1949 verstarb.

## Ehe und Nachkommen
1898 heiratete er Paula Busch (1877–1962), eine Nichte des amerikanischen Bierbrauers und Multimillionärs Adolphus Busch. Der Ehe entsprangen vier Kinder:
- Anita von Kleydorff (1899–1987), ⚭ 1927 Walter Warlimont (1894–1976)
- Camilla von Kleydorff (1903–1905)[6]
- Lilli-Alexa von Kleydorff (1906–1966), ⚭ 1938 Alfred Kitzig (1902–1964)
- Ernst-Günther von Kleydorff (1907–1985), ⚭ Anne Foulkrod (1922–1995)